# Dödens flod
Dödens flod (River of Death) är en roman av Alistair MacLean från 1981.

## Handling
Boken handlar om några män och en kvinna som letar efter en försvunnen stad. Men ledaren verkar veta något som de andra inte vet. Och vem är egentligen den mångmiljardären som envisades med att följa med dem?

## Filmatisering
Den filmatiserades 1989 i regi av Steve Carter, med Michael Dudikoff, Robert Vaughn och Donald Pleasence i några av rollerna.